# Johannes Löffler
Johannes Löffler (* 22. November 1924 in Aue; † 1997 ebenda) war ein deutscher Fußballspieler und -trainer. Er bestritt insgesamt 99 Spiele in der DDR-Oberliga für die BSG Wismut Aue, den SC Wismut Karl-Marx-Stadt und den SC Motor Karl-Marx-Stadt.

## Spielerkarriere
Zur Saison 1951/52 kam er zum DDR-Oberliga-Aufsteiger BSG Wismut Aue und debütierte am ersten Spieltag für seine neue Mannschaft. Beim 3:2-Sieg gegen die BSG Fortschritt Meerane wurde er von Trainer Walter Fritzsch über die gesamte Spielzeit eingesetzt. In der Saison 1952/53 erzielte er sein erstes und einziges Tor in der DDR-Oberliga. Beim 2.1-Sieg gegen BSG Aktivist Brieske-Ost am 22. Februar 1953 erzielte er in der 32. Minute die zwischenzeitliche 1:0-Führung per Elfmeter. Am Ende der Saison belegte sie am Saisonende punktgleich hinter der SG Dynamo Dresden den zweiten Platz. Wegen der Punktgleichheit musste ein Entscheidungsspiel über den Meistertitel entscheiden. Im Entscheidungsspiel der DDR-Fußball-Oberliga 1952/53 verloren er mit seiner Mannschaft mit 3:2 gegen die Dresdner.
In der Saison 1954/55 erreichte er mit den Auern, welche in der ersten und zweiten Runde noch unter dem Namen BSG Wismut Aue und ab der 3. Runde als SC Wismut Karl-Marx-Stadt antraten, das Finale um den FDGB-Pokal und trafen dort auf den SC Empor Rostock. Im Leipziger Bruno-Plache-Stadion konnte sich die Mannschaft von Karl Dittes gegen die Rostocker mit 3:2 nach Verlängerung durchsetzen. Nach dieser Saison verließ den Verein und wechselt zum Lokalrivalen BSG Chemie Karl-Marx-Stadt.
In der Übergangspunkte 1955 wurde er nicht eingesetzt. Er wurde nur in der DDR-Fußball-Oberliga 1956 eingesetzt, wo die Mannschaft unter dem Namen SC Motor Karl-Marx-Stadt. Sein Debüt für die Karl-Marx-Städter gab er am 11. März 1956. Beim torlosen Unentschieden gegen SC Empor Rostock wurde er von Trainer Walter Fritzsch über die gesamte Spielzeit eingesetzt. Nach der Saison beendete er seine Karriere.

## Trainerkarriere
Nach seiner Spielerkarriere kehrte er in der Saison 1974/75 zur BSG Wismut Aue zurück und trainierte für ein Jahr die zweite Mannschaft der Wismut Aue in der DDR-Liga. Nach einer Saison wurde er durch Manfred Fuchs als Trainer ersetzt.

## Erfolge
- DDR-Pokalsieger: 1954/55
- DDR-Vizemeister: 1952/53